# Marco Oneto
Marco Antonio Oneto Zúñiga , né le 3 juin 1982 à Viña del Mar, est un handballeur chilien qui évolue au poste de Pivot.

## Carrière

### En club
Compétitions internationales
- Vainqueur de la Ligue des champions (1) : 2011

Compétitions nationales
- Vainqueur du Championnat de Hongrie (1) : 2013
- Vainqueur de la Coupe de Hongrie (1) :  2013
- Vainqueur du Championnat d'Espagne (2) : 2011,  2012
- Vainqueur de la Coupe ASOBAL (3) : 2001, 2010, 2012
- Vainqueur de la Coupe du Roi (2) : 2009, 2010
- Vainqueur de la Supercoupe d'Espagne (2) : 2009, 2012
- Vainqueur de la Ligue des Pyrénées (4) : 2001, 2009, 2010, 2011

### En équipe nationale
Jeux panaméricains
- 2011 :  3e place
- 2015 :  3e place
- 2019 :  Vice-champion

Championnats panaméricains
- 2010 :  3e place
- 2012 :  3e place
- 2014 :  3e place
- 2016 :  Vice-champion
- 2018 :  3e place

Championnats du monde
- 2015 : 23e place
- 2017 : 21e place
- 2019 : 16e place

### Distinctions individuelles
- élu meilleur pivot du Championnat panaméricain (2) : 2012, 2014